# T.I.M. (film)
T.I.M. is een Nederlandse familiefilm uit 2014, geregisseerd door Rolf van Eijk. De muziek is van Bart Westerlaken.
De film ging op 8 januari 2014 samen met vijf andere films in première op een speciale dag voor kinderen in de Amsterdamse bioscoop Pathé Arena, georganiseerd in samenwerking met Zapp, een kinderprogrammablok op de Nederlandse televisie. De eerste uitzending op televisie was op 2 februari 2014 op Nederland 3.
De film heeft als alternatieve titel The Incredible Machine en was tijdens de productie bekend als Voorbij de blauwe vuurtoren.
Het verhaal speelt zich af in een retro-toekomstwereld, begonnen als hommage aan de Amerikaanse sciencefictionfilm Blade Runner (1982). De stad wordt gevormd door torenhoge gebouwen, allen eentonig en grijs, gemaakt van beton. Het is er muf en mistig.

## Plotbeschrijving
De film draait om T.I.M. (voluit The Incredible Machine), een oude huisrobot die bevriend is met het elfjarige jongetje Tibor. De vader van de jongen besluit de versleten robot te vervangen door een nieuw exemplaar, maar Tibor ziet hier niets in en probeert zijn oude vriend van de sloop te redden. Hij wil hem laten repareren door de mythische robotmaker Hector Sammler, die in het hoge noorden zou wonen. Op weg daarheen valt T.I.M. echter steeds verder uit elkaar en de vrienden vragen zich af of ze wel op tijd bij Sammlers oude vuurtoren zullen aankomen, als ze hem al kunnen vinden.

## Rolverdeling
| Acteur             | Personage                       | Opmerkingen |
| ------------------ | ------------------------------- | ----------- |
| Dyon Wilkens       | Tibor                           | Hoofdrol    |
| Claudia Kanne      | Kiki                            | Hoofdrol    |
| Abdelhadi Baaddi   | T.I.M.                          | Hoofdrol    |
| Bas Keijzer        | Arend                           |             |
| Bart de Vries      | stem van T.I.M.                 |             |
| Aafke Buringh      | Moeder Tibor                    |             |
| René Groothof      | Piet (vader van Ronald)         |             |
| Ernst Löw          | Hallemeier (Rabotnikmedewerker) |             |
| Tim de Zwart       | Rossum (Rabotnikmedewerker)     |             |
| Dennis Overweg     | Monteur 1                       |             |
| Huug van Tienhoven | Monteur 2                       |             |
| Semmy Schilt       | Ronald (zoon van Piet)          |             |
| Eva Van Der Gucht  | Karin (moeder van Kiki)         |             |
| Robbie Aldjufri    | Phazer                          |             |

## Opnamelocatie
De film is grotendeels opgenomen in Amsterdam. Het Westerdok en de omgeving van de tramremise in Zuid beslaan een groot deel van de film. Ook is er gefilmd in Zaandam, Wormerveer en in Flevoland (Waterloopbos). De slotscènes bij het strand en op zee zijn opgenomen in Denemarken, nabij een oude vuurtoren.